# Bibiana Vilá
Bibiana Leonor Vilá (2 de diciembre de 1961) es una investigadora y científica argentina, reconocida por sus esfuerzos para la preservación de la vicuña en la ecorregión Puna.

## Carrera
Vilá cursó sus estudios de grado entre 1980 y 1985 en la Universidad de Buenos Aires, obteniendo un título de Licenciada en Ciencias Biológicas con orientación en Zoología. En 1990 obtuvo un Doctorado en Ciencias Biológicas, presentando la tesis "Comportamiento de la vicuña durante la temporada reproductiva". Realizó su estancia postdoctoral en la Unidad de Investigación de la Conservación de la Fauna Salvaje del Departamento de Zoología de la Universidad de Oxford en el Reino Unido entre 1990 y 1993. En 1994 se trasladó a España para unirse como investigadora al Departamento de Biología Animal de la Universidad de Córdoba.

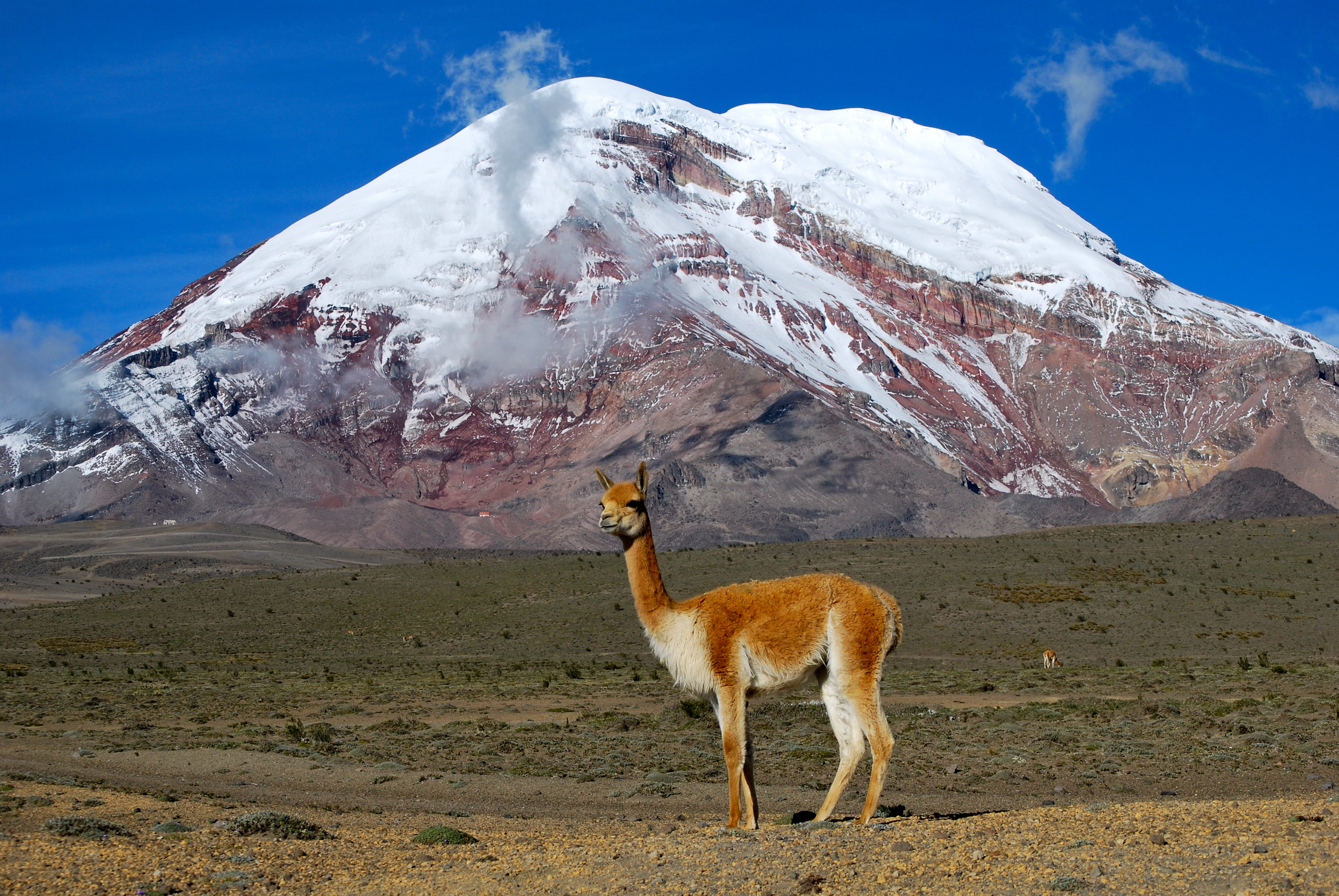
El trabajo de campo de Vilá se ha enfocado en la conservación de la vicuña en la ecorregión Puna.

Tras regresar a Suramérica, se trasladó hacia la región andina de Bolivia, Perú y Argentina para investigar la biología reproductiva de las vicuñas e interactuó permanentemente con las culturas locales. Junto con un equipo de colaboradores, Vilá inició una campaña educativa en la ecorregión del Puno con el fin de implementar prácticas que permitieran a los pobladores de las montañas obtener la fibra de las vicuñas mediante la esquila sin matar o herir al animal. Por sus esfuerzos en este campo, Vilá ganó el premio Midori, entregado por la Convención de Diversidad Biológica de las Naciones Unidas y la Fundación AEON de Japón.

## Publicaciones destacadas
- Caravanas de las alturas. 2015. Editorial VICAM, Buenos Aires, ISBN 978-987-33-9079-1.
- La vicuña: Manual para su conservación y uso sustentable. 2013. Editorial CONICET. ISBN 978-950-692-104-0.
- ¿Querés saber que son los Camélidos? 2013. Editorial Eudeba. ISBN 978-950-23-2092-2.
- Domesticación: Moldeando la naturaleza. 2013. Editorial Eudeba. ISBN 978-950-23-2205-6.
- Camélidos Sudamericanos. 2012. Editorial Eudeba. ISBN 978-950-23-1968-1.
- Lineamientos para un plan de conservación y uso sustentable de vicuñas en Jujuy, Argentina.2012. Editorial Ediunju. ISBN 978-950-721-388-5.[4]